# Selenicereus undatus
Selenicereus undatus (sin. Hylocereus undatus), vrsta kaktusa iz Srednje Amerike i Meksika

## O uzgoju
- Preporučena temperatura:  Dan: 19-24°C, Noć: 10-11°C
- Minimalna temperatura:  12°C
- Izloženost suncu:  cijelo vrijeme
- Porijeklo: široko uzgojen, porijeklo nepoznato, vjerojatno zapad Indije i područje Kariba